# Tisbe ianthina
Tisbe ianthina är en kräftdjursart som beskrevs av Volkmann 1979. Tisbe ianthina ingår i släktet Tisbe och familjen Tisbidae. Inga underarter finns listade i Catalogue of Life.